# Karl Cramer (Mediziner)
Karl Cramer (* 4. März 1862 in Solothurn; † 9. Oktober 1937 in Kastanienbaum, Kanton Luzern) war ein deutscher Orthopäde und Professor für Orthopädie an der Universität Köln.

## Leben
Cramer studierte Medizin von 1883 bis 1888 und ging dann zurück in seine Geburtsstadt Solothurn, um seine Ausbildung und berufliche Formung als Assistenzarzt am Bürgerhospital in Solothurn zu beenden. 1890 wurde er mit einer Arbeit Zur Lehre von der Aphasie zum Doktor der Medizin promoviert. Von dort ging er an das Bürgerhospital in Köln unter Bernhard Bardenheuer. Von 1899 bis 1900 spezialisierte er sich bei dem für die Formierung der Orthopädie als eigenständiges Fach verdienstvollen Orthopäden Albert Hoffa am Juliusspital in Würzburg.
1902 wurde er dirigierender Arzt (Oberarzt) der orthopädischen Abteilung der Städtischen Krankenanstalten und 1904 Dozent für Orthopädie an der Akademie für praktische Medizin in Köln, die 1919, nachdem die Universität zu Köln in städtischer Trägerschaft eröffnet worden war, zur Medizinischen Fakultät der Universität Köln wurde. An dieser war Cramer dann außerordentlicher Professor für Orthopädie.
Seit 1903 gehörte er zu den faktischen Mitbegründern und regelmäßig Beiträge veröffentlichenden Autoren des maßgeblich von Jakob Riedinger begründeten und geleiteten Archivs für Orthopädie, Mechanotherapie und Unfallchirurgie.

## Wirken
Eine zu Ehren seines 60. Geburtstages erschienene kurze Würdigung enthält eine Bibliographie seiner Arbeiten bis 1922. Ebenfalls aus Anlass dieses Jubiläums widmete das Archiv für Orthopädie, Mechanotherapie und Unfallchirurgie Cramer ein ganzes Heft (S. 181–316), in dem nur Arbeiten seiner Freunde und Schüler erschienen.
Die Aufzählung seiner Arbeiten Stand 1922 zählt 42 Positionen.